# Goodyear-maakwijze

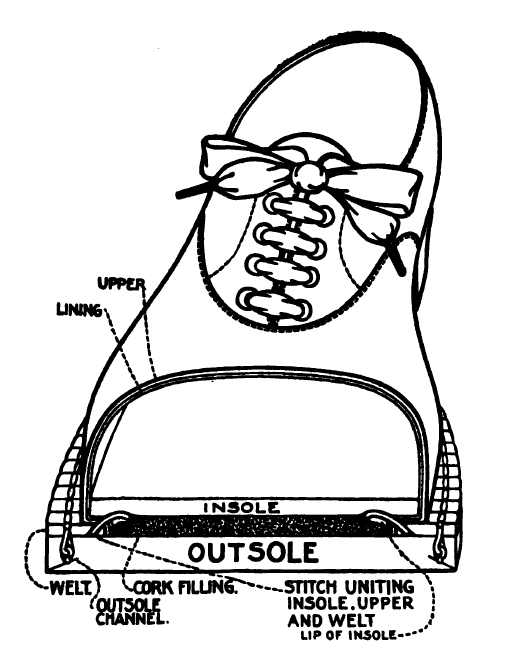
Schema van een schoen met welt

De Goodyear-maakwijze of Goodyear welt is een industriële werkwijze voor het vervaardigen van dubbel gestikte schoenen.

## Geschiedenis
De maakwijze ontleent zijn naam aan de Goodyear Shoe Machinery Company van Charles Goodyear Jr. Deze zoon van Charles Goodyear bracht als eerste schoenen op de markt die op industriële wijze met dit procedé gemaakt waren. De benodigde machines waren bedacht en geperfectioneerd door zijn werknemer, de uitvinder en machinebouwer Christian Dancel (1847–1898). Samen construeerden ze in 1874 de binnennaaimachine (Goodyear weltmachine), die voor het productieproces cruciaal is. Deze machine stikt een losse rand, de welt, aan de binnenzool en de schacht van de schoen waardoor deze drie onderdelen vast aan elkaar komen te zitten. De maakwijze is zeer arbeidsintensief en wordt beschouwd als een van de beste methodes voor het vervaardigen van schoenen. Voordat Goodyear het proces mechaniseerde werden er vergelijkbare schoenen met de hand vervaardigd.

## Vergelijking met gangbare maakwijze
Bij gestikte schoenen zonder welt wordt het bovenleer gewoonlijk tussen binnenzool en loopzool gevouwen, waarna de drie delen in één werkgang aan elkaar gestikt worden in steken die door de drie lagen heen gaan. De steken lopen dus verticaal. Vaak wordt tussen de binnenzool en de loopzool een tussenzool geplaatst die de klappen van het lopen dempt en eventueel ventileert.
Bij de Goodyear-maakwijze wordt de binnenzool voorzien van een rondom lopende, opstaande rand aan de onderzijde. In de tweede werkgang wordt het bovenleer langs die rand gelegd en daar komt de welt weer tegenaan. Het geheel wordt gewoonlijk vastgezet met een locksteek, die dus horizontaal loopt. Daarna wordt de holte binnen de rand van de binnenzool opgevuld met een tussenzool. Als laatste werkgang wordt de loopzool met een verticale steek vastgemaakt aan de welt, zodat de onderkant van de schoenzool een karakteristieke stiklijn laat zien.

## Voors en tegens
Vergeleken met een gestikte schoen zonder welt kost de Goodyear-maakwijze minstens twee werkgangen extra, waarvan een met een gespecialiseerde machine, de binnennaaimachine. Ook is er meer grondstof nodig. De kostprijs is daardoor aanzienlijk hoger en de schoen kan iets zwaarder en hoger uitvallen dan een conventionele schoen. Een voordeel is, dat de welt de schoen wat meer waterdicht maakt. Goed uitgevoerd levert de methode een schoen op die tientallen jaren mee kan, zodat het de moeite loont om hem meerdere malen te laten verzolen. Niet iedere schoenmaker is echter vertrouwd met het herstellen van dit type schoenen.

## Alternatieven
Naast de Goodyear welt zijn er nog andere constructiewijzen voor schoenen, onder andere de conventioneel gestikte schoen, de verlijmde schoen en de Blake welt.